# Jade Raymond
Jade Raymond (Montreal, 28 de agosto de 1975) é uma executiva canadense e ex-apresentadora do The Electric Playground,  programa do G4.

## Biografia
Raymond é 25% Chinesa, 25% Australiana e 50% Canadense. Graduou-se na  St. George's School of Montreal em 1992, Marianopolis College em 1994 e ingressou na Universidade McGill na área de ciência da computação, se graduando em 1998. Foi em sua adolescência que descobriu sua paixão por videogame, como ela mesma afirmaria:
```
Seu primeiro trabalho pós-faculdade era como programadora para a Sony, onde ela acabou ajudando na primeira pesquisa 
Sony
 Online’s first Research e grupo de desenvolvimento. Isto a levou para 
Electronic Arts
 onde trabalhou como produtora em 
The Sims Online
. Em 2004, ela começou a trabalhar para a 
Ubisoft Montreal
, onde foi nomeada como produtora de 
Assassin's Creed
. Raymond mais tarde se juntou ao programa do 
G4
 
The Electric Playground
 como correspondente, trabalhando com 
Victor Lucas
, 
Tommy Tallarico
 e 
Julie Stoffer
.
```

Ela é voluntária para uma organização sem fins lucrativos chamada LOVE, dedicado a acabar com a violência entre os jovens no Canadá.. Raymond se considera uma gamer ávida. Em julho de 2009, Jade foi nomeada presidente da Ubisoft Studios-Toronto.
Em março de 2019, foi contratada como vice-presidente da Google. Ainda no mês de março de 2019, no dia 19, foi anunciado o serviço de streaming de jogos da Google, o Stadia, e Jade Raymond tornou-se a líder do Stadia Games and Entertainment, o primeiro estúdio first party da Google.

## Jogos

### Sony Online Entertainment
- Jeopardy! (Programadora)[9]
- Trivial Pursuit (Programadora)

### Electronic Arts
- The Sims Online (2002) (Produtora)[4]

### There Inc
- There (2003) (Produtora/Arte)

### Ubisoft Montreal
- Assassin's Creed (2007) (Produtora)
- Assassin's Creed II (2009) (Produtora Executiva)

### Ubisoft Toronto
- Tom Clancy's Splinter Cell Retribution (2012) (Produtora)